# Rottier
 Rottier  là một xã thuộc tỉnh Drôme trong vùng Auvergne-Rhône-Alpes ở đông nam nước Pháp. Xã Rottier nằm ở khu vực có độ cao trung bình 772 mét trên mực nước biển.